# Agalloch
Agalloch est un groupe de black metal américain, originaire de Portland, dans l'Oregon. Il était mené par le chanteur et guitariste John Haughm, et a jusqu'à aujourd'hui réalisé cinq albums studio, cinq EPs en édition limitée, deux démos, un split avec le groupe de dark folk Nest, deux compilations et un DVD de concert. Le 13 mai 2016, le groupe annonce la séparation des membres et la fin du groupe.

## Biographie

### Formation et débuts (1995–1997)
Agalloch est formé en 1995 par les membres originels John Haughm et Shane Breyer. Le nom du groupe est inspiré de la résine du bois d'agar (dont l'un des noms botaniques est Aquilaria agallocha).
Début 1996, le duo commence à produire des morceaux, puis, durant l'été, Don Anderson les rejoint afin d’affiner ces premiers éléments. Ces chansons deviendront, à l'automne de cette année, la démo From Which of This Oak où l'on peut déjà retrouver une forte inspiration liée à la nature, et aux bois. Cet enregistrement, fortement teinté de black metal, annonce les albums à venir, dans lesquels cette influence apparaîtra sous une forme ou une autre. Peu après l’enregistrement, Jason Wiliam Walton rejoint le groupe en tant que bassiste.

### Pale FolkloreetOf Stone, Wind and Pillor(1998–2001)
En 1998, le trio enregistre une nouvelle démo destinée uniquement aux maisons de disques. Celle-ci attire l’attention de The End Records, qui leur offre un contrat d’enregistrement. En résulte l’album Pale Folklore. Moins influencé par le black metal, ce dernier comporte des chansons complètement retravaillées, ainsi que des éléments dark folk et des interludes néo-classiques. L’album rencontre un important succès critique. À la fin de l’enregistrement, Shane Breyer quitte le groupe, par manque d’intérêt pour la musique.
Après une période de silence, le groupe publie un EP, contenant des morceaux inédits datant de la période 1998 – 2001, intitulé Of Stone, Wind and Pillor, à caractère plus néo-classique et expérimental. L’EP inclut également une reprise de Kneel to the Cross, du groupe néofolk Sol Invictus, qui sera commercialisée plus tard sur la compilation Sol Lucet Omnibus, rendant hommage à Sol Invictus, sortie sur le label français Cynerrfierrd.

### The Mantle(2002–2005)
Entre 2001 et début 2002, Agalloch enregistre The Mantle, aux influences folk et post-rock plus marquées. La pochette de l’album comporte des photographies de fontaines et de statues du centre-ville de Portland. Cet album provoque cette fois-ci l’attention des médias et vaut à Agalloch des interviews dans quelques-uns des plus gros magazines. Après la sortie de The Mantle, Agalloch joue son premier concert le 6 mars 2003 à Portland, dans l’Oregon. S'ensuivent un petit nombre de concerts en mars, ainsi qu’une tournée sur la côte ouest des États-Unis en mai.
En 2003 est publié Tomorrow Will Never Come, puis en 2004 c'est au tour de The Grey EP. Ces EPs révèlent le côté plus expérimental d'Agalloch, contenant des versions remixées et retravaillées de chansons provenant de The Mantle, ainsi qu'un nouveau titre à l'influence post-rock. Un split-album illustré (picture disc) est publié en 2004, en collaboration avec le groupe finlandais Nest, sur le thème de la nature, dévoilant un nouveau aspect dark folk de la musique d’Agalloch. La dernière plage présente une approche plus électronique aux percussions marquées, avec Haughm et Anderson au chant et à la guitare.
En 2005, The Mantle et Pale Folklore sont réédités en vinyle, dans un coffret en bois en édition limitée, chaque album comportant de nouvelles illustrations. Cette réédition sert de commémoration à l'unique représentation du groupe au festival Day of the Equinox, qui s’est tenu à Toronto, au Canada, le 14 octobre 2005.

### Ashes Against the GrainetThe White EP(2006–2008)
Ashes Against the Grain est publié le 8 août 2006, sur le label The End Records. Cet album délaisse quelque peu la guitare acoustique très présente sur The Mantle et met l'accent sur des éléments aux caractéristiques plus « metal » en privilégiant la guitare électrique, ce qui donne à l’album un son différent des précédents.
Le 29 février 2008, Agalloch publie The White EP, la seconde moitié (qui est stylistiquement opposée à la première) des deux parties de l’EP réalisée pour Vendlus Records. Il s'agit d'une collection de dark folk / ambient, travail réalisé entre 2004 et 2007. Les pistes The Isle of Summer, Sowilo Rune et Summerisle Reprise utilisent des samples du film britannique The Wicker Man, et la piste Birch White emprunte ses paroles à la chanson de A.S.J. Tessimond, intitulée Birch Tree. La piste Sowilo Rune est postée sur leur page MySpace, environ deux mois après que l’EP est réalisé. Tout comme The Grey EP, cet EP n'est édité qu’à 2 000 exemplaires.

### Dernières activités et séparation (2008–2016)
Le 4 août 2008, le groupe publie The Demonstration Archive 1996–1998, compilation réunissant du matériel enregistré entre 1996 et 1998 provenant de From Which of This Oak, celui alors inédit Of Stone, Wind and Pillor et de leur disque promotionnel de 1998. Marrow of the Spirit, est publié le 23 novembre 2010. Le 13 mai 2014, le groupe publie son dernier album The Serpent and The Sphere.
Le 13 mai 2016, un post annonce la fin définitive d'Agalloch sur Facebook,,. « Après 20 ans, 5 albums, de nombreuses tournées dans le monde et de nombreux enregistrements, John Haughm et l'ensemble du groupe (Don Anderson, Jason Walton, et Aesop Dekker) se séparent. Ce que l'avenir réserve à chacun reste indéterminé, mais le nom d'Agalloch est mis au repos de manière permanente. Nous remercions collectivement tous nos fans à travers le monde. Il y a beaucoup trop de personnes qui ont rendu l'aventure de ce groupe possible et que l'on veut remercier. Vous savez qui vous êtes. »

## Style musical
Agalloch est rattachée au black metal, au dark metal, au folk metal et au black metal atmosphérique. Le groupe joue un style progressif et avant-gardiste qui englobe une gamme d'influences dark folk et post-rock, ainsi que black metal et doom metal.

## Membres
- John Haughm - chant extrême, chant clair, guitare, batterie, percussions
- Don Anderson - guitare, piano, composition
- Jason William Walton - basse, composition
- Aesop - batterie

## Discographie

### Albums studio
- 1999 : Pale Folklore
- 2002 : The Mantle
- 2006 : Ashes Against the Grain
- 2010 : Marrow of the Spirit
- 2014 : The Serpent & the Sphere

### EPs
- 1997 : From Which of This Oak (démo)
- 1998 : Promo 1998 (promotionnel)
- 2001 : Of Stone, Wind and Pillor
- 2003 : Tomorrow Will Never Come
- 2004 : The Grey EP
- 2004 : Split (Picture-disc) entre Agalloch et Nest
- 2008 : The White EP
- 2012 : Faustian Echoes

### Compilations
- 2002 : Sol Lucet Omnibus (album hommage à Sol Invictus, contenant Kneel to the Cross repris par Agalloch)
- 2008 : The Demonstration Archive 1996–1998 (compilation)
- 2010 : Wooden Box (compilation en vinyles des 3 premiers albums studio du groupe et de l'EP Of Stone, Wind and Pillor)

### DVD live
- 2009 : The Silence of Forgotten Landscapes